# Rumjana Gotschewa
Rumjana Christowa Bojadschiewa-Gotschewa (bulgarisch Румяна Христова Бояджиева-Гочева, Schreibweise beim Weltschachbund FIDE früher Rumiana B. Gocheva, inzwischen Rumiana Gocheva; * 21. Juli 1957 in Assenowgrad) ist eine bulgarische Schachspielerin.
Sechsmal gewann sie die bulgarische Einzelmeisterschaft der Frauen: 1980, 1987, 1989 und 1991 als alleinige Siegerin, 1982 und 1984 geteilt mit Margarita Wojska. Im Sommer 2007 gewann sie beim Internationalen Kärntner Schachfestival in Velden am Wörther See die Damenwertung.
Mit der bulgarischen Frauennationalmannschaft nahm sie zwischen 1980 und 1990 an fünf Schacholympiaden teil mit einem positiven Gesamtergebnis von 29,5 Punkten aus 50 Partien, wobei der zweite Platz der Mannschaft 1984 in Thessaloniki ihr größter Erfolg war.
In der 1. bulgarischen Frauenliga spielt sie am zweiten Brett von ZSKA Sofia, Betriebssport spielt sie dort für Bulmek 93. An der griechischen Mannschaftsmeisterschaft nimmt sie seit 2012 für O.F. Iraklio teil.
Sie trägt seit 1981 den Titel Internationaler Meister der Frauen (WIM). Gotschewas Elo-Zahl beträgt 1998 (Stand: Juli 2021), ihre höchste Elo-Zahl war 2290 im Juli 1988.